# Association des Constructeurs Européens d’Automobiles

Logo

Die Association des Constructeurs Européens d'Automobiles (ACEA), der Europäische Automobilherstellerverband, ging im Februar 1991 aus dem Vorgängerverband, dem Comité des Constructeurs du Marché Commun (CCMC) hervor, der im Oktober 1972 gegründet wurde. Die Zentrale des Verbandes ist in Brüssel. 1995 eröffnete er ein Büro in Tokio, 2004 eines in Peking. Ein weiteres Büro befindet sich in Seoul.
Stellantis und Volvo haben ACEA in 2022 verlassen.

## Mitglieder
Als Lobbyverband repräsentiert er 15 große europäische Automobilhersteller und außereuropäische Hersteller „mit bedeutenden Produktions- und Forschungseinrichtungen“ in der
EU:
- BMW Group
- DAF Trucks
- Daimler Truck
- Ferrari
- Ford of Europe
- Honda Motor Europe
- Hyundai Motor Europe
- Iveco
- Jaguar Land Rover
- Mercedes-Benz Group
- Nissan
- Groupe Renault
- Toyota Motor Europe
- Volkswagen AG
- Volvo Group

Stellantis trat Ende 2022 aus dem Verband aus.
Assoziiert sind die örtlichen Verbände der Automobilindustrie aller EU-Staaten (mit Ausnahme Luxemburgs, Maltas, Sloweniens und Zyperns), also z. B. in Deutschland der Verband der Automobilindustrie (VDA).

## Präsident
Der Vorsitz rotiert unter französischen, italienischen und deutschen Herstellern.
- Ola Källenius (Mercedes-Benz): seit 2025[8]
- Luca de Meo (Renault): 2023-2024
- Carlos Tavares (PSA): 2018–2019[9]
- Dieter Zetsche (Daimler): 2016–2017[9][10][11]
- Carlos Ghosn (Renault): 2014–2015[12][13]
- Philippe Varin (PSA): 2014[14]
- Sergio Marchionne (Fiat): 2012–2013[14][15]
- Dieter Zetsche (Daimler): 2010–2011[15][16][17]
- Carlos Ghosn (Renault): 2009[16][18]
- Christian Streiff (PSA): 2008[18][19]
- Sergio Marchionne (Fiat): 2006–2007[20]
- Bernd Pischetsrieder (Volkswagen): 2004–2005[21]
- Louis Schweitzer (Renault): 2003[21][22]
- Jean-Martin Folz (PSA): 2002[22][23]
- Paolo Cantarella (Fiat / Ferrari): 2000–2001[24][25]
- Ferdinand Piëch (Volkswagen): 1999[26]

## Unterstützung von Kartellbildung
Wegen Organisation unzulässiger Absprachen zwischen Automobilherstellern zur Vermeidung von Altfahrzeug-Recycling wurde gegen die Lobbyorganisation Anfang 2025 eine Strafzahlung in Höhe von 500.000 Euro verhängt. Die Strafen für die 15 beteiligten Hersteller beliefen sich auf insgesamt 458 Millionen Euro.